# 비디오 판독심

VAR 로고

영상 보조 심판(영어: Video Assistant Referee, VAR)는 축구에서 경기 영상을 통해 판정을 하는 행위를 의미한다. FIFA 월드컵에서는 2018년 FIFA 월드컵부터 공식적으로 시행되었다.

## 사용 계기
몇년 전 까지만 해도 비디오 판독은 야구경기 에서나 볼 수 있는 시스템이였다. 그러나 축구에서는 VAR 도입 직전까지 오심으로 인한 논란이 계속되어 왔다. 그것을 계기로 2018 러시아 월드컵부터 GLT(골라인 테크놀로지)를 포함해 VAR 시스템을 도입하였다. 그리고 바로 그직후인 2018-19 시즌부터 프리메라리가, UEFA 챔피언스리그 8강, UEFA 유로파리그 4강부터 적용을 시작하였다. 그 다음 2019-20 시즌에는 잉글랜드의 프리미어리그, 카라바오컵(EFL컵, 리그컵으로도 불림), 잉글랜드 FA컵(VAR 적용가능 경기장에 한함)도 VAR 적용을 시작하게 되었다.

## 사용 가능한 상황
검토할 수 있는 통화는 4종류다.
- 골과 오프사이드나 파울 등 공격 단계에서 위반이 있었는지 여부
- 페널티킥 결정 (아래를 제외하고 다른 반칙은 검토할 수 없다)
- 직접적 레드 카드 결정(두 번째 옐로우 카드는 판독 불가)
- 레드 또는 옐로우 카드를 수여하는 과정에서 판정 오류

심판의 원래 판정을 뒤집는 기준은 '명확한 오류'가 있었다는 것인데, 때로는 '명확하고 명백한 오류'로 확대되기도 한다.
이 과정은 비디오 보조 심판과 보조 비디오 부심(AVAR)이 재생 운영자의 도움을 받아 비디오 운영실(VOR)의 모니터 뱅크에서 문제의 플레이를 검토하는 것으로 시작된다. 이는 심의를 요청하는 심판이나 심의를 심판에게 권고해야 하는지 여부를 확인하기 위한 "체크"를 수행하는 VAR에 의해 촉발될 수 있다. 만약 VAR이 체크하는 동안 아무것도 발견하지 못한다면, 심판과의 의사소통은 불필요하며, 이것은 "침묵의 체크"라고 불린다. 만약 VAR이 잠재적인 명백한 오류가 있었다고 믿는다면, 심판은 그 판단으로 연락을 받게 될 것이다. 그 후, 심판은 VAR의 조언에 따라 호출을 변경하거나, 심판 검토 구역이라고 하는 부행위의 지정 장소에 가서, 영상 검토를 하거나, 심사 보조원의 도움을 받아, 원호 호출에 자신이 있고, OFR을 실시하지 않는다고 결정할 수 있다. 심판은 판정을 뒤집거나 OFR을 수행하기 위해 경기를 중단하는 것이 허용되지만, 어느 한 팀이라도 좋은 공격 가능성을 가지고 있을 때는 그렇게 해서는 안 된다.
비디오 리뷰의 공식 신호는 심판이 검지 손가락으로 사각형의 윤곽을 만드는 것이다(비디오 스크린을 나타냄). 이것은 원래 통화의 어떤 변화뿐만 아니라 어떤 OFR에도 선행한다. 직사각형을 지나치게 만들어 영상 검토를 요구하는 선수들은 옐로우 카드로 주의를 기울여야 한다. 심판이 OFR을 실시하는 지역에 들어가는 선수도 옐로카드로 주의하고, 그렇게 한 팀 관계자도 해임한다.
비디오 리뷰를 실시함에 있어 심판과 VAR가 따라야 할 지침이 있다. 예를 들어 느린 동작은 물리적 범죄와 핸드볼과 같은 "접촉 지점" 범죄에만 사용해야 한다. 규칙적인 스피드를 사용하여 위반의 강도 및 핸드볼의 고의 여부를 결정해야 한다. 골에 대한 검토, 페널티킥 결정, 명백한 골 득점의 기회를 부정하는 레드 카드 등은 공격팀이 처음 공을 차지하거나 경기를 재개한 "공격 점유 단계"의 시작까지의 기간을 다룬다. 다른 평론에서는 사건 자체만 다룬다.

### 보조 비디오 판독심
보조 비디오 보조 심판(AVAR)은 비디오 운영실에서 VAR을 보조하기 위해 임명된 현재 또는 전 심판이다. AVAR의 책무에는 VAR가 "확인"이나 "검토"를 실시하는 동안 현장에서의 라이브 액션의 시청이 포함되며, 사고 내용을 기록하고 검토 결과를 방송사에 전달하는 것이 포함된다.

## 비판
FIFA는 첫 월드컵에서 VAR로 인하여 판정 정확도가 99.3%까지 높아졌다고 자평했으나, VAR가 흥행을 이유로 강팀에게 유리한 판정을 내린다는 비판이 있다. 또한, VAR 요청 권한이 전적으로 주심에게만 있다보니 VAR 전담 심판이 건의를 하더라도 주심이 받아들이지 않으면 경기가 속개된다는 문제도 있다.

## 같이 보기
- 골라인 판독 기술